# Lomas de Sargentillo
Lomas de Sargentillo – miasto w Ekwadorze, w prowincji Guayas, stolica kantonu Lomas de Sargentillo.

## Opis
Miejscowość została założona w 1992 roku. Przez miasto przebiega droga krajowa E482.